# Attilio Bravi (calciatore)
Attilio Bravi (Secugnago, 4 aprile 1942) è un ex calciatore italiano, di ruolo terzino (prevalentemente destro).

## Carriera
Cresciuto nelle giovanili del Milan, approda in prima squadra nella stagione 1962-1963, nella quale disputa 3 incontri in Serie A (esordio in massima serie il 28 aprile 1963 in occasione del successo interno del Genoa).
A fine stagione viene ceduto al Lecco, di cui diviene una bandiera ed a lungo il capitano, disputando nove stagioni (una in Serie A (1966-1967), cinque in Serie B e tre in Serie C).
In carriera ha totalizzato complessivamente 28 presenze in Serie A e 159 presenze e 2 reti in Serie B.

## Palmarès

### Club

#### Competizioni nazionali
- Serie C: 1

Lecco: 1971-1972

#### Competizioni internazionali
- Coppa dei Campioni: 1

Milan: 1962-1963